# Scopula monosema
Scopula monosema är en fjärilsart som beskrevs av Louis Beethoven Prout 1923. Scopula monosema ingår i släktet Scopula och familjen mätare. Inga underarter finns listade.